# Frýdlant (Frýdlant nad Ostravicí)
Frýdlant (německy Friedland) je část města Frýdlant nad Ostravicí v okrese Frýdek-Místek. V roce 2009 zde bylo evidováno 1957 adres. V roce 2001 zde trvale žilo 8264 obyvatel.
Frýdlant leží v katastrálním území Frýdlant nad Ostravicí o rozloze 9,14 km2.